# Seznam rimskokatoliških škofov Celja
Seznam celjskih rimskokatoliških škofov.

## Škofje rimske Claudie Celeie
- Gavdencij, začetek 6. stoletja
- Janez, omenjen leta 579 in 590
- Andrej, omenjen v seznamu udeležencev lateranske sinode leta 680, kjer nastopa kot škof »istrske province« (verjetno kot posledica pobega krščanske skupnosti pred naseljevanjem Slovanov), pri čemer je omenjen za škofi iz Pulja, Poreča in Cise ter pred škofom iz Trsta.[1]

## Škofje Celja
| #  | Slika                     | Ime                 | Rojen                             | Škof                                | Druge službe |
| -- | ------------------------- | ------------------- | --------------------------------- | ----------------------------------- | --- |
| 1. | Klikni za spremembo slike | Anton Stres         | 15. december 1942, Donačka Gora   | 7. april 2006 – 31. januar 2009     | - prej pomožni škof Škofije Maribor (2000–2006) - potem nadškof koadjutor Nadškofije Maribor (2009) - nadškof Nadškofije Ljubljana (2009–2013) - predsednik Slovenske škofovske konference (2010–2013) - svetovalec Papeškega sveta za kulturo (2018–)                                                      |
| 2. | Klikni za spremembo slike | Stanislav Lipovšek  | 10. julij 1943, Vojnik            | 24. april 2010 – 18. september 2018 | - prej župnik Župnije Maribor - Sv. Janez Krstnik - sočasno apostolski administrator Nadškofije Maribor (2013–2015) |
| 3. | Klikni za spremembo slike | Maksimilijan Matjaž | 23. avgust 1963, Črna na Koroškem | 30. maj 2021 –                      | - prej profesor Teološke fakultete v Ljubljani - duhovni pomočnik Župnije Dravograd (1998–2010) - duhovni pomočnik Župnije Zreče (2010–2012) - duhovni pomočnik Pastoralne zveze Slovenj Gradec (2012–2013) - duhovni pomočnik Župnije Št. Ilj v Slovenskih goricah in Župnije Maribor - Košaki (2013–2020) |